# The Dude Wrangler
Pour plus de détails, voir Fiche technique et Distribution.
The Dude Wrangler est un film américain pré-Code réalisé par Richard Thorpe, sorti en 1930.

## Synopsis
Wally McCann est un jeune homme un peu efféminé qui passe son temps à créer des patrons de broderie pour sa tante Mary. Helen Dane, qui élève des poneys pour le polo, est éprise de lui, mais elle lui bat froid dans le but de le faire réagir. Décidé à devenir un bon fermier, Wally achète des terrains au Wyoming, près de la ferme d'Helen. Plus tard il achète un ranch et organise une fête à cette occasion. Parmi les invités, se trouve Canby, qui est amoureux d'Helen. Il complote avec Wong, le cuisinier chinois, et organise une série d'événements qui vont effrayer les autres invités, mais ils vont aussi donner l'occasion à Wally de sauver une femme de la débandade d'un troupeau. Ayant appris le rôle de Canby dans ses problèmes, Wally se bat avec lui, et gagne ainsi l'admiration d'Helen.

## Fiche technique
- Titre original : The Dude Wrangler
- Réalisation : Richard Thorpe
- Scénario : Robert N. Lee, d'après un roman de Caroline Lockhart (en)[1]
- Production : Cliff P. Broughton, Dorothy Davenport
- Société de production : K.B.S. Productions[2], Sono-Art Productions[3]
- Société de distribution : Sono Art-World Wide Pictures
- Pays de production :  États-Unis
- Langue originale : anglais
- Format : noir et blanc — 35 mm — 1,37:1 — son Mono
- Genre : Western
- Durée : 6 bobines - 1 585 m
- Date de sortie :
  - États-Unis :  1er juillet 1930[2], 1er juin 1930[3]

## Distribution
- Lina Basquette : Helen Dane
- Tom Keene : Wally McCann
- Clyde Cook : Pinkey Fripp
- Francis X. Bushman : Canby
- Ethel Wales : Mattie
- Margaret Seddon : tante Mary
- Sōjin Kamiyama : Wong
- Wilfrid North : le ronfleur